# Indie Megabooth
L'Indie Megabooth est une section de convention de jeux dédiée à la présentation et à la promotion des jeux indépendants. Elle est lancée à PAX East 2012 et est ensuite apparue à d'autres événements PAX,,,,. Elle est aussi étendue à d'autres salons, notamment l'Eurogamer Expo, Electronic Entertainment Expo, Game Developers Conference, et Gamescom. 
Elle est créée par Kelly Wallick, qui est devenue l'organisatrice à plein temps du stand en 2013,.
En 2020, les organisateurs de l'Indie Megabooth choisissent de « mettre au repos » l'Indie Megabooth pendant la durée de la pandémie de COVID-19.